# District de Yamamoto
Le district de Yamamoto (山本郡, Yamamoto-gun) est un district de la préfecture d'Akita au Japon.
Lors du recensement de 2000, sa population était de 48 489 habitants pour une superficie de 946 km2.

## Communes du district
- Fujisato
- Happō
- Mitane